# America Young
America Young est une actrice, réalisatrice, scénariste, productrice et cascadeuse américaine, née le 6 décembre 1984 à Santa Fe au Nouveau-Mexique.

## Filmographie

### Actrice

#### Cinéma
- 2004 : Starkweather : Barbara Fugate
- 2004 : Toi and Poochie : Cindy
- 2005 : Evil's City : Misty
- 2006 : Ghost Hunters: Point of Contact : Sara
- 2008 : La Fée Clochette : Wendy
- 2009 : April Showers : la deuxième journaliste
- 2009 : Bundy : L'Esprit du mal : Gloria
- 2010 : Dreamkiller : Erin O'Dowell
- 2010 : The Dead Undead : Shelly
- 2010 : Mystérieuse Disparition : Amanda
- 2010 : The Streamroom : Fantasy Girl
- 2011 : Girls! Girls! Girls!
- 2013 : Lost on Purpose : Monique
- 2015 : Monster High: Boo York, Boo York : Toralei Stripe
- 2016 : Monster High : La Grande Barrière des frayeurs : Toralei Stripe
- 2016 : Diani and Devine Meet the Apocalypse : Penny
- 2020 : Barbie Princess Adventure : Barbie
- 2021 : Barbie et Chelsea : L'Anniversaire perdu : Barbie et Darbie

#### Télévision
- 1999-2000 : Archie, Mystères et Compagnie : Betty Cooper (40 épisodes)
- 2005 : Trollz : Shale (2 épisodes)
- 2009 : Damsels and Dragons : le monstre (5 épisodes)
- 2010 : First Edition : Lori Banks (9 épisodes)
- 2011 : Monster High : Toralei (1 épisode)
- 2011 : Goodnight Burbank : Holly Johnson (6 épisodes)
- 2011 : Once Upon : Layla (3 épisodes)
- 2011-2013 : Geek Therapy : la thérapeute (12 épisodes)
- 2012-2014 : BAMF Girls Club : Katniss (15 épisodes)
- 2014 : Joy Ride (1 épisode)
- 2015-2018 : Barbie Vlogger : Barbie (4 épisodes)
- 2018-2019 : Dell: Tales of Transformation : plusieurs personnages
- 2018-2020 : Barbie Dreamhouse Adventures : Barbie (49 épisodes)

#### Jeu vidéo
- 2009 : Marvel: Ultimate Alliance 2 : Dagger
- 2011 : Dead Space 2 : voix additionnelles
- 2011 : Saints Row: The Third : une piétonne et autres personnages
- 2013 : Saints Row IV : les voix du Steelport virtuel
- 2022 : Gotham Knights : Barbara Gordon et Batgirl

### Réalisatrice
- 2008 : Groupidity
- 2009 : Catherine and Annie
- 2009 : Damsels and Dragons : 4 épisodes
- 2009 : Intrepid Nothing
- 2010 : Fairy Criminal
- 2011 : Grils! Girls! Girls!
- 2011 : Elf Sabers
- 2013 : The Reason: Work It Out
- 2013 : The Ownership of the Ring
- 2013 : Wrestling with Parenthood
- 2013 : Walk of Shame
- 2013 : The Ladies and the Gents
- 2013 : Or the Burrito Gets It!
- 2014 : Lady Bits
- 2015 : The Barbie Vlog
- 2015 : Vageniuses
- 2015 : Just In Time
- 2016 : Fight or Flight
- 2016 : Stalking LeVar : 1 épisode
- 2017-2018 : Whatta Lark : 10 épisodes
- 2017 : The Concessionaires Must Die!
- 2017 : Protectress
- 2018 : Barbie Vlogger : 22 épisodes
- 2019 : Pure
- 2020 : Legacies : 1 épisode
- 2020 : Blindspot : 1 épisode
- 2020 : Back to Lyla
- 2021 : Kung Fu : 1 épisode
- 2021 : Roswell, New Mexico : 1 épisode

### Scénariste
- 2010 : Curelle to be Kind
- 2011 : G-Male
- 2012 : Electoral Emissions
- 2012 : Mask and Cape (1 épisode)
- 2013 : Geek Therapy (1 épisode)
- 2015 : Just In Time
- 2015 : Selection
- 2016 : Fight or Flight
- 2017 : The Concessionaires Must Die!

### Productrice
- 2006 : Daños del amor
- 2007 : The Long Way Back
- 2007 : The Don of Virgil Jr. High
- 2008 : Killing Ariel
- 2008 : Groupidity
- 2009 : The Romantic Foibles of Esteban : 3 épisodes
- 2009 : Catherine and Annie
- 2009 : Damsels and Dragons : 1 épisode
- 2009 : Volvo
- 2009 : Mugging
- 2010 : Mia
- 2010 : Fairly Criminal
- 2010 : The Convention of Dying
- 2010 : The Aftermath: A 2012 Story
- 2010 : Cruelle to be Kind
- 2011 : G-Male
- 2011 : Geek PSA with David Blue
- 2011 : Girls! Girls! Girls!
- 2011 : My Own Private Demon
- 2011 : A Hidden Agender
- 2012 : The Perfect Fit
- 2012 : Electoral Emissions
- 2012 : How to Have a Happy Marriage
- 2012 : Geek Therapy : 8 épisodes
- 2015 : Selection
- 2017 : The Concessionaires Must Die!

### Cascadeuse
- 2007 : Alien Agent
- 2008 : Ninja Cheerleaders
- 2008 : Hot n Cold
- 2009 : April Showers
- 2011 : Dead Space 2
- 2011 : Transformers 3 : La Face cachée de la Lune
- 2011 : Uncharted 3 : L'Illusion de Drake
- 2011 : Star Wars: The Old Republic
- 2011 : Goodnight Burbank : 3 épisodes
- 2011 : The Guild : 1 épisode
- 2012 : John Carter
- 2012 : Nuclear Family
- 2012 : Call of Duty: Black Ops II
- 2013 : Bounty Killer
- 2013 : Saints Row IV
- 2013 : True Blood : 1 épisode
- 2014 : Jinn
- 2014 : Sunset Overdrive
- 2014 : Rizzoli and Isles : 1 épisode
- 2014 : The Bridge : 3 épisodes
- 2015 : Saints Row: Gat Out of Hell
- 2015 : The Order: 1886
- 2015 : Halo 5: Guardians
- 2015 : Le Maître du Haut Château
- 2015 : Childrens Hospital : 1 épisode
- 2016 : XOXO : Carpe Diem
- 2016 : Diani and Devien Meet the Apocalypse
- 2016 : Joy : 1 épisode
- 2016 : Les Deux Visages de ma femme
- 2016 : Stalking LeVar : 1 épisode
- 2017 : The Midnight Man
- 2018 : Lost Fare
- 2018 : Orbital Redux : 1 épisode
- 2019 : Days Gone
- 2019 : The Science of Mortal Kombat : 6 épisodes
- 2019 : Do Not Reply
- 2020 : Gears Tactics
- 2021 : Senior Moment